# Apocheima cinerarius
Apocheima cinerarius là một loài bướm đêm trong họ Geometridae.